# 自由改革党 (比利时)
自由改革党（法語：Parti Réformateur Libéral，發音：[paʁti ʁefɔʁmatœʁ libeʁal]，缩写为PRL）是比利时曾经的一个自由主义政党，活跃于瓦隆尼亚和布鲁塞尔。该党于1971年分裂自自由与进步党的法语部分。2002年，该党并入革新运动。